# Ґозди (Мазовецьке воєводство)
Ґозди (пол. Gozdy) — село в Польщі, у гміні Мохово Серпецького повіту Мазовецького воєводства.
Населення — 277 осіб (2011).

## Демографія
Демографічна структура станом на 31 березня 2011 року:
|          | Загалом | Допрацездатний вік | Працездатний вік | Постпрацездатний вік |
| -------- | ------- | ------------------ | ---------------- | -------------------- |
| Чоловіки | 145     | 34                 | 103              | 8                    |
| Жінки    | 132     | 27                 | 83               | 22                   |
| Разом    | 277     | 61                 | 186              | 30                   |